# Хештег
Хеште́г, также хэште́г (англ. hashtag от hash — знак решётки (#) и tag — метка) — ключевое слово или несколько слов сообщения, тег (пометка), используемый в микроблогах и социальных сетях, облегчающий поиск сообщений по теме или содержанию и начинающийся со знака решётки.
Представляет собой слово или объединение слов (без пробелов), которому предшествует символ #, например: #искусство, #техника, #биткойн. Хештеги используют в рекламной продукции или арт-представлениях в качестве отсылки к появившейся тенденции в интернете или в попытке создать такую тенденцию.

## Происхождение
Впервые хештеги стали популярны и были использованы в сетях IRC для маркировки тем и групп обсуждений. Они используются для обозначения отдельных сообщений, относящихся к какой-либо группе, а также как принадлежность к определённой теме или «каналу».
Как правило, каналы или темы, которые доступны по всей сети IRC, начинаются с хеш-символа # (в отличие от локальных серверов, которые используют амперсанд «&»). Популярность хештегов выросла одновременно с ростом популярности Twitter. Это вдохновило Криса Мессина, которого сейчас называют отцом хештегов, предложить подобные системы, чтобы помечать темы, представляющие интерес в микроблогах сети. Он отправил первое сообщение с хештегом на Twitter: «Что вы думаете о том, чтобы использовать решётку (#) для разных групп?» — Крис Мессина, 23 августа 2007. Твит Мессины и последующее обсуждение помогли закрепить позицию хештега во «Вселенной Twitter», сравняв символ # c популярным символом @. Начав как форма индексирования, хештег позже стал формой объявления, настроения, сарказма, внутреннего монолога или подсознания.
Хештеги стали популярными в 2007 году во время лесных пожаров в Сан-Диего, когда Нейт Риттер использовал хештег «#sandiegofire», чтобы быть в курсе всех обновлений, связанных с катастрофой.
На международном уровне хештег стал практикой записи стилей для сообщений Twitter в течение 2009—2010, когда проходили иранские выборы. Хештеги на английском и персидском языках стали полезными для пользователей Twitter внутри и за пределами Ирана.
Начиная с 1 июля 2009 года Twitter начал связывать все хештеги гиперссылками к результатам поиска, содержащими все последние сообщения, упоминающие или хештег, или стандартное написание таких слов, при условии, что такие слова записаны в том же порядке. Это было подчёркнуто в 2010 году с введением «Актуальные темы» на главной странице Twitter.

## Функция
Хештеги главным образом используются в качестве немодерируемого приглашения к обсуждению; любая комбинация символов, начинающихся со знака #, представляет собой хештег, а любой хештег, поддержанный достаточным количеством людей, может создать тенденцию и привлечь ещё больше пользователей к обсуждению.
В Twitter, если хештег становится крайне популярным, он появляется в «Актуальных темах» домашней страницы пользователя.
Тенденции могут отличаться в зависимости от географического местонахождения пользователя или быть глобальными.
Хештеги не регистрируются, не контролируются ни одним пользователем или группой пользователей, и при этом они не могут быть «удалены» из общедоступного пользования, это означает, что хештеги могут использоваться сколь угодно долго. Они не имеют однозначных определений, и поэтому единственный хештег может быть использован для любых целей, подразумеваемых разными пользователями.
Из-за своего свободного характера хештеги часто становятся более распознанными в связях с определёнными темами обсуждения, основанного на более определённом написании хештега (например, «#cake» в противоположность «#thecakeisalie»), который будет отличаться от более общего написания. Однако это также может мешать темам становиться «актуальными темами», потому что люди часто используют различное написание слов, чтобы сослаться на ту же тему.
Также хештеги могут функционировать в качестве маяков для того, чтобы пользователи могли находить и отслеживать («подписка») или организовывать общественные списки контактов («список») из других пользователей с аналогичными интересами.
Хештеги также используются неофициально, чтобы выразить контекст вокруг данного сообщения, без намерения фактически классифицировать сообщения для последующего поиска, обмена или по другим причинам. Это может помочь выражать юмор, волнение, печаль или другие эмоции. Например: «Это — понедельник!! #excited #sarcasm».

## Работа вне социальных сетей
Эта функция была добавлена в пользовательские комментарии к системам на YouTube и Gawker Media. В последнем случае хештеги используются для комментариев блога и непосредственно представленных комментариев, чтобы поддержать более постоянный уровень пользовательского действия, даже когда пользователь не зарегистрирован на веб-сайте.
Поисковые агрегаты в реальном времени, такие как Google Real-Time Search и Tagboard, также поддерживают хештеги в синдицированных сообщениях. Это значит, что хештеги, вставленные в записи в Твиттере, могут быть связаны гиперссылками к входящим сообщениям, попадающим под тот же самый хештег; это далее включило представление «реки» записей в Твиттере, которые могут следовать из критериев поиска или хештегов. Tagboard — служба, которая обеспечивает уникальную, визуальную, целевую страницу для хештегов, используемых на сайтах средств социального общения, таких как Twitter, Instagram и Facebook.

### Мемы
Одно из явлений, характерных для системы Twitter, — микромемы, — темы на стадии становления, для которых и создаётся хештег. Они широко используются в течение нескольких дней, а затем исчезают. Эти хештеги также обнаруживаются во многих отклоняющихся темах веб-сайтов, включая собственную первую полосу Twitter.
Определения для некоторых хештегов доступны на hashtags.org. Другие сайты, такие как hashable.com, приняли решение использовать хештеги для других целей.

### Продвижение
Явление хештег также используется для рекламы, стимулирования продажи и чрезвычайных ситуаций. Большинство крупных организаций будут акцентировать внимание только на одном или нескольких хештегах. Однако некоторые люди и организации используют большое количество хештегов, чтобы подчеркнуть свой широкий диапазон понятий, которыми они интересуются. Решение о том, специализироваться ли на определённых хештегах или способствовать продвижению диапазона, зависит от маркетинговой стратегии участников.

### СМК
С 2010 телесериалы на различных телевизионных каналах усиливают своё влияние посредством использования «выпущенных под брендом» ошибок хештега. Это используется как средство обратной связи (backchannel) во время онлайн-обсуждения (выделяя нужную сторону до, во время и после эпизода передачи). Хештег «ошибки» появляется в любом углу экрана, или же они могут появиться в конце рекламы (например, трейлер фильма).
Люди, связанные с трансляцией, также содействуют усилению воздействия своих корпоративных или личных имён в Twitter, чтобы получить упоминания и ответы на сообщения. Использование связанных или «выпущенных под брендом» хештегов рядом с именами пользователей Twitter (например, #edshow, а также @edshow) все более и более поощряется как стиль микроблогинга, с целью «актуализации» хештега (и, следовательно, темы обсуждения) в Twitter и других поисковых системах. Вещательные компании также используют такой стиль, чтобы индексировать избранные сообщения для прямого репортажа. Хлоя Слэдден, директор Twitter в партнёрских СМК, определила два типа отформатированного телевидением использования хештегов: хештеги, которые выявляют широковещательно передаваемый ряд (то есть #SunnyFX) и мгновенные, «временные» хештеги, выпущенные телеведущими, чтобы измерить актуальные ответы, получаемые с помощью средств просмотра во время передачи широковещательных сообщений.

### События продвижения
Организованные события реального мира также используют хештеги и специальные списки для обсуждения и продвижения среди участников. Хештеги используются в качестве маяков для участников мероприятий с целью найти друг друга как в Twitter, так и в реальной жизни во время мероприятий.
Компании и правозащитные организации воспользовались хештегами на основе обсуждений для продвижения своих продуктов, услуг или кампаний.
Политические протесты и кампании в начале 2010-х, такие как #OccupyWallStreet и #LibyaFeb17, были организованы вокруг хештегов и вызвали обширное использование хештегов для продвижения обсуждения.

### Жалобы потребителей
Хештеги часто используются потребителями в социальных сетях для того, чтобы жаловаться на опыт обслуживания клиентов крупными компаниями. Термин «bashtag» был создан для описания ситуаций, в которых корпоративные социальные хештеги СМИ используются для критики компании или рассказывают о плохом обслуживании клиентов. Например, в январе 2012 года, McDonald’s создал хештег #McDStories, чтобы клиенты смогли поделиться положительными отзывами о сети ресторанов. Маркетинговые усилия были отменены после двух часов, когда Макдоналдс получил многочисленные твиты-жалобы, а не положительные истории, которые они ожидали.

## В популярной культуре
Во время канадских дебатов лидера партии в апреле 2011 года тогдашний лидер Новой демократической партии Джек Лейтон упомянул о политике преступления консервативного премьер-министра Стивена Харпера как «хештег Неудачник» (по-видимому, «#Fail»).
В ноябре 2012 года американская пара дала новорождённой дочери имя Хештег (Hashtag). Об этом сообщает техноблог Mashable со ссылкой на Facebook-страницу родителей девочки. Причина выбора родителями столь необычного имени для дочери не уточняется.
Американское диалектологическое общество по итогам 2012 года назвало «хештег» словом года. В 23-м ежегодном голосовании приняли участие лингвисты, лексикографы, этимологи, грамматики, историки, исследователи, писатели, редакторы, студенты и независимые учёные. Один из председателей комиссии голосования, Бен Зиммер, сказал: «Это был год, когда хештег стал повсеместным явлением в онлайн-разговорах. В Twitter и на других сайтах хештеги создали мгновенные социальные тенденции, распределяя сообщения по темам, начиная от политики и заканчивая поп-культурой».
Социальная сеть Facebook намерена ввести систему хештегов — ключевых слов, предваряемых знаком #. По мнению непосредственных разработчиков, специальные теги позволят значительно упростить пользователям социальной сети процесс отслеживания актуальных записей в индивидуальной ленте по определённой тематике. Кроме того, встроенная система хештегов позволит максимально оперативно и точно находить необходимую информацию в чате или в групповой переписке. The Wall Street Journal также видит в нововведении признак грядущего усиления борьбы Facebook и Twitter за души интернет-пользователей — в первую очередь тех, которые активно используют для онлайн-сёрфинга мобильные гаджеты.